# Łowczyk ciemny
Łowczyk ciemny, łowiec ciemny (Todiramphus enigma) – gatunek małego ptaka z rodziny zimorodkowatych (Alcedinidae). Jest endemitem archipelagu Wysp Talaud, administracyjnie należącego do Indonezji. W Czerwonej księdze gatunków zagrożonych IUCN klasyfikowany jest jako gatunek bliski zagrożenia (NT, ang. Near Threatened).

## Systematyka
Pierwszego naukowego opisu gatunku dokonał niemiecki ornitolog Ernst Hartert, nadając mu nazwę Halcyon enigma. Opis ukazał się w 1904 roku w „Novitates Zoologicae”. Autor jako miejsce typowe wskazał Lirung na wyspie Salibabu. Obecnie gatunek zaliczany jest do rodzaju Todiramphus. Nie wyróżnia się podgatunków. Łowczyk ciemny jest blisko spokrewniony z łowczykiem cynamonowym (T. cinnamominus) i łowczykiem obrożnym (T. chloris), za podgatunki którego dawniej je uznawano.

### Etymologia
- Todiramphus: rodzaj Todus Brisson, 1760 (płaskodziobek); gr. ῥαμφος rhamphos „dziób”[12].
- enigma: łac. aenigma, aenigmatis – „zagadka, tajemnica”[13].

## Morfologia
Mały ptak o dużym, szerokim u nasady, czarnym dziobie, którego górna część jest nieco jaśniejsza, na dolnej szczęce, u nasady dzioba płowe przebarwienie. Nogi i stopy czarne. Tęczówki ciemnobrązowe. Nie występuje dymorfizm płciowy. Góra głowy zielona, poniżej czarna, dosyć wąska maska obejmująca nasadę dzioba, okolice oczu, uszy, rozciąga się wokół głowy, zwężając się z jej tyłu. Na czarnych piórach maski widoczne niewielkie ciemnozielone przebarwienia. Podgardle, gardło, szyja, kark, pierś, brzuch i boki białe podobnie jak pokrywy podogonowe. Skrzydła zielononiebieskie, ogon dosyć krótki, także zielononiebieski. Górne części ciała zielone. Osobniki młodociane nie zostały opisane.
Długość ciała 21 cm.

## Zasięg występowania
Łowczyk ciemny jest endemitem Wysp Talaud. Jego obecność stwierdzono na następujących wyspach tego archipelagu: Karakelong, Kaburuang i Salibabu. Jego zasięg występowania według szacunków organizacji BirdLife International obejmuje tylko około 2,1 tys. km².

## Ekologia
Głównym habitatem łowczyka ciemnego są nizinne lasy tropikalne, głównie pierwotne, i ich obrzeża. Obserwowany był także w lasach wtórnego wzrostu. Jest gatunkiem osiadłym. Długość pokolenia jest określana na 4,8 roku. Dieta tego gatunku nie jest dobrze określona, stwierdzono tylko spożywanie owadów prostoskrzydłych i ślimaków rzecznych. Żeruje zarówno w lesie, jak i wzdłuż rzek i potoków. Zdobyczy wypatruje najczęściej siedząc na gałęziach w koronach drzew na wysokości 6–15 m nad ziemią; atakuje głównie przy gruncie, pikując w dół.

### Rozmnażanie
Nie ma wielu informacji na temat rozmnażania i gniazdowania. Obserwowano pary broniące terytoriów we wrześniu i październiku.

## Status
W Czerwonej księdze gatunków zagrożonych IUCN łowczyk ciemny jest klasyfikowany jako gatunek bliski zagrożenia (NT, ang. Near Threatened). Liczebność populacji nie została oszacowana, ale ptak ten jest opisywany jako dosyć pospolity w swym bardzo ograniczonym zasięgu występowania. Ze względu na brak dowodów na spadki liczebności bądź istotne zagrożenia dla gatunku BirdLife International ocenia trend liczebności populacji jako prawdopodobnie stabilny.